# Archfelder Dorflinden
Die beiden Archfelder Dorflinden befinden sich auf dem Dorfanger unterhalb der evangelischen Kirche. Ihr Alter wird in einem 1984 erschienenen Buch auf 300 bis 400 Jahre geschätzt. Der eckige Platz vor dem Kirchhof, auf dem sie stehen, wurde im Laufe der Zeit als Gerichtsstätte und Festplatz genutzt und so werden die alten Bäume auch wahlweise als die Archfelder Gerichtslinden oder die Tanzlinden bezeichnet.

## Standort
Der Anger mit den beiden Linden liegt vor der Kirchhofmauer, auf der nördlichen Seite der evangelischen Kirche von Archfeld, die den Beinamen Johanneskirche trägt. Archfeld ist ein Ortsteil der Gemeinde Herleshausen im nordhessischen Werra-Meißner-Kreis und liegt auf dem südlichen Teil der Ringgauhochfläche. In der naturräumlichen Gliederung Deutschlands wird dieser Bereich den „Nordwestlichen Randplatten des Thüringer Beckens“ zugeordnet.

## Geschichte
Das Pflanzdatum der beiden Bäume ist nicht bekannt. Der Kunsthistoriker und Fotograf Thomas Wiegand vermutet in seinem Buch Bäume aus dem Werraland, dass sie vielleicht in der Zeit um 1567 in die Erde gesetzt wurden, als das Langhaus der dahinterliegenden Kirche gebaut wurde. Die heutige Johanneskirche, die sich am höchsten Punkt des Ortes erhebt, wurde einst als Wehrkirche errichtet, in der die Bevölkerung in Notzeiten Zuflucht finden konnte. Im Verlauf des Dreißigjährigen Krieges wurde sie, wie der Ort, mehrmals geplündert und verwüstet. Möglich wäre dann auch, dass die Linden nach der Renovierung der zerstörten Kirche, um das Jahr 1657, gepflanzt worden sind.
Der Wuchsort der Bäume auf dem ummauerten Platz diente früher als Gerichtsstätte. Archfeld befand sich vor der Säkularisation lange Zeit im Besitz des Klosters Fulda. Als die Treusche von Buttlar im 16. Jahrhundert durch Hessen und Sachsen mit dem Ort belehnt wurden, gingen die niedere und peinliche Gerichtsbarkeit an sie über.
Es wird angenommen, dass unter der rechts von der Kirche stehenden Linde Gericht gehalten wurde. Sie ist vermutlich als junger Baum „geleitet“ worden, indem man ihre Äste waagerecht über ein Stützgerüst gezogen hatte, um den Gerichtsplatz mit der flachen und breiten Krone des Baumes zu überdachen. Eine ähnliche Form hatten ebenfalls die alten Treusch-Buttlarschen Dorfgerichtslinden in den benachbarten Holzhausen und Breitzbach. An der anderen Linde war ein Halseisen, dessen Kette später teilweise in den Stamm eingewachsen war und  an dem Baumtorso nicht mehr vorhanden ist. An das Halseisen wurden in früheren Zeiten Verurteilte angekettet und öffentlich zur Schau gestellt. So könnte die Vorstellung wahrscheinlich sein, dass das Gericht im Schutz des dichten Blätterdachs der kreuzförmig geleiteten Linde stattfand und unter dem anderen Baum die Strafen an Ort und Stelle vollzogen wurden.
Der Anger war nicht nur Gerichts-, sondern auch Festplatz. Bis gegen Ende der 1950er Jahre wurde auf dem mit frischem Grün und Girlanden geschmückten Platz die Kirmes gefeiert. Den Musikanten errichtete man für das traditionelle Tanzvergnügen ein Podest. Am Kirmesdienstag wurde das Fest „beerdigt“. Begleitet von der Kapelle, die „schwermütige Trauermusik“ spielte, wurde unter den Linden eine Schnapsflasche eingegraben.

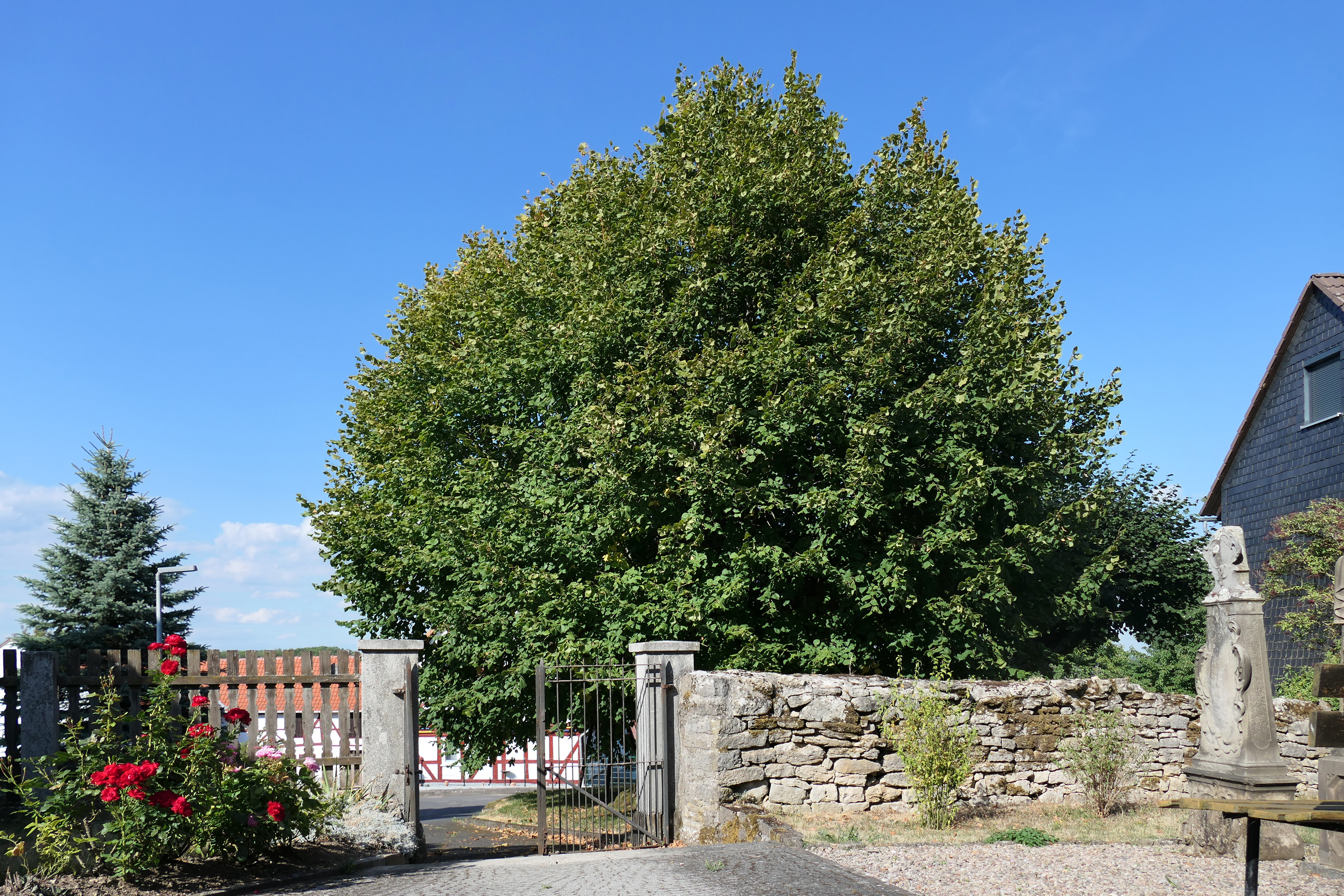
Die Linden mit jungen Zweigen im Sommer 2022
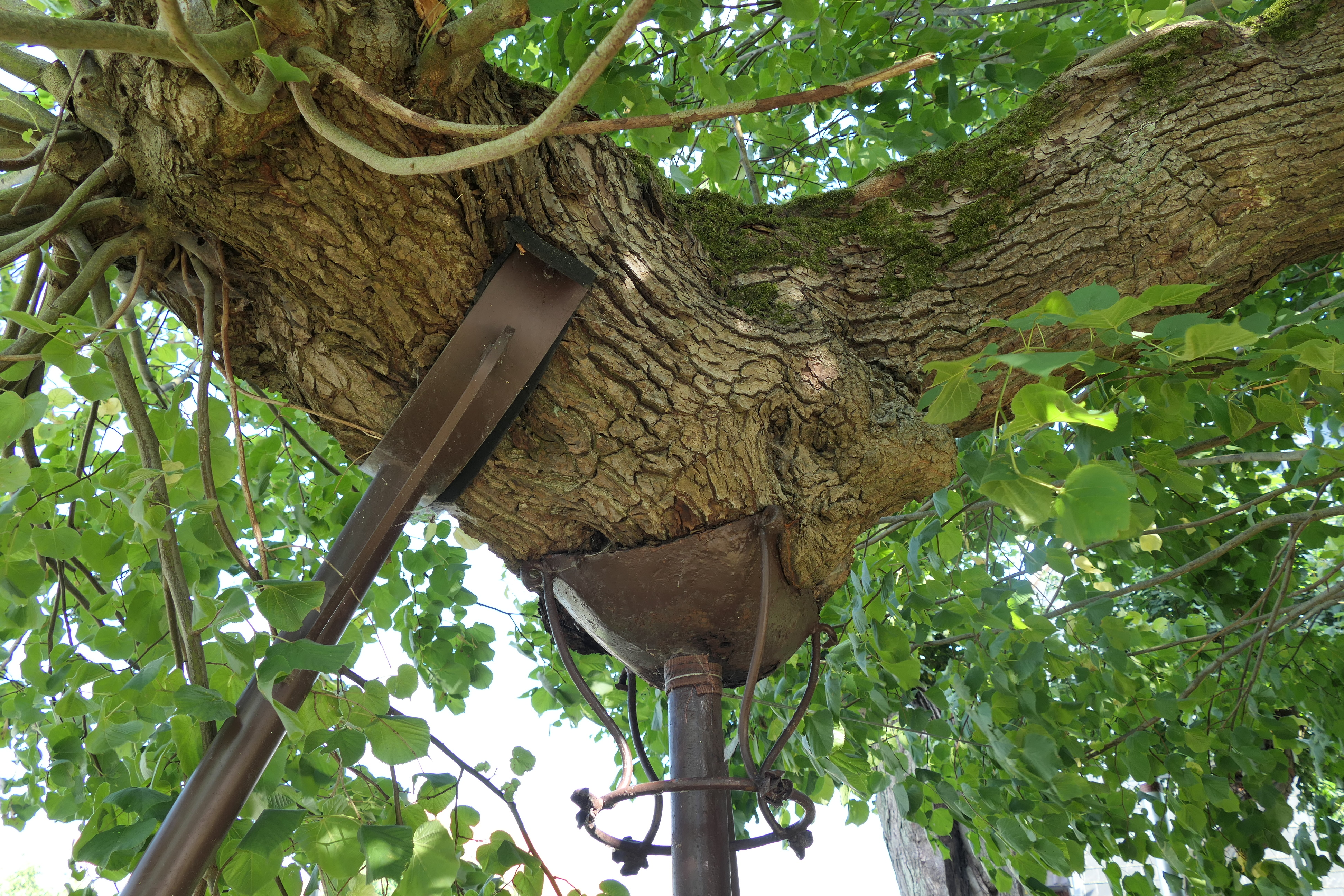
Ein waagerecht gewachsener Ast wird durch Stützen gesichert
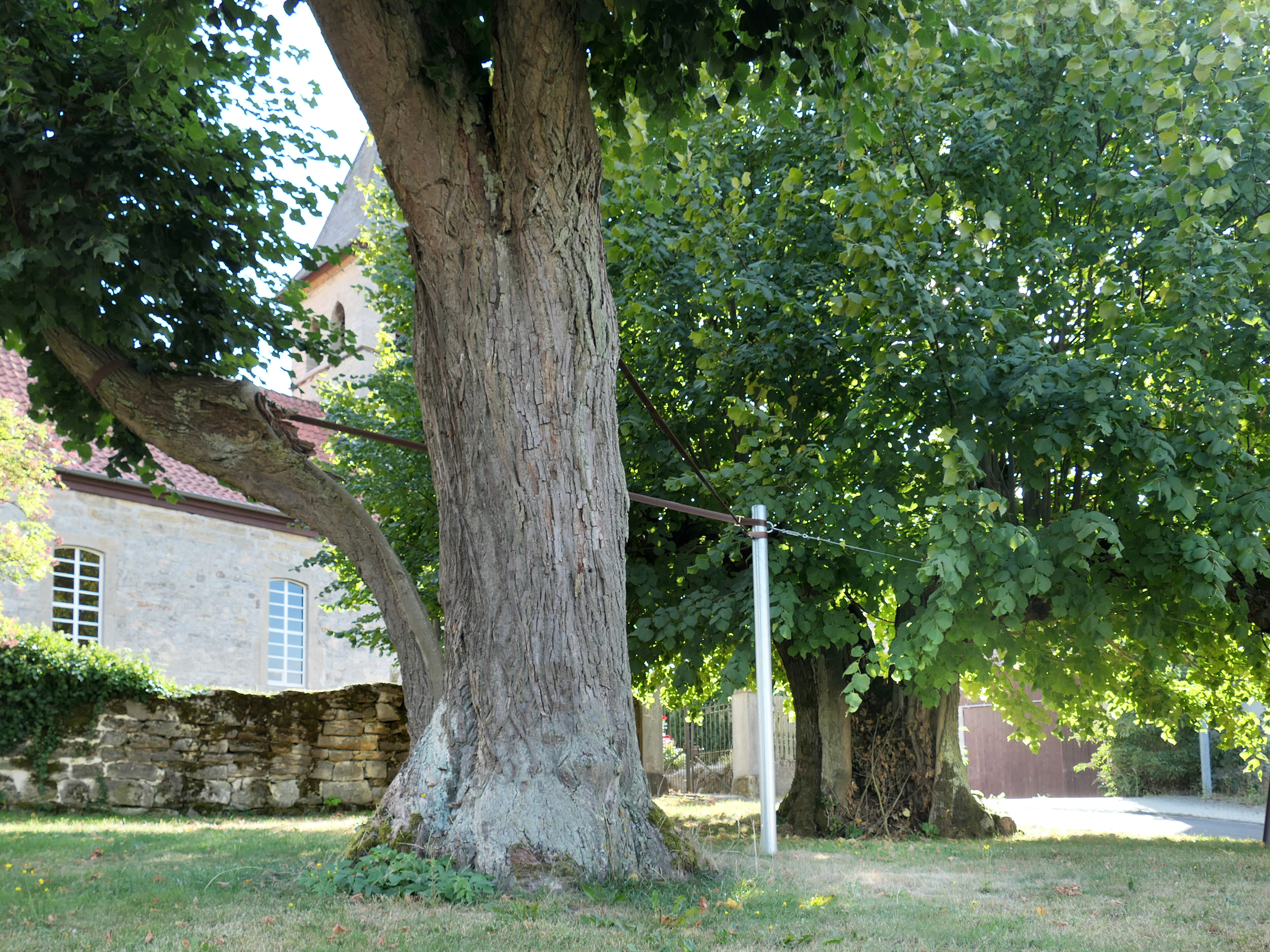
Bruchgefährdete Teile sollen durch Gurtbänder stabilisiert werden

## Schutz
Die beiden Linden sind als schützenswerte Naturdenkmale ausgewiesen. Der Anger, auf dem sie stehen, wurde als eine der besterhaltenen Anlagen des Kreisgebietes bewertet und steht aus ortsgeschichtlichen Gründen unter Denkmalschutz.